# Thom Bray
 (février 2017).
Si vous disposez d'ouvrages ou d'articles de référence ou si vous connaissez des sites web de qualité traitant du thème abordé ici, merci de compléter l'article en donnant les références utiles à sa vérifiabilité et en les liant à la section « Notes et références ».
Thom Bray (né Thomas Edward Bray le 30 avril 1954) est un acteur américain et un écrivain, plus connu pour son rôle de Murray "Boz" Bozinsky dans la série télévisée policière Riptide.

## Biographie
Il a fait ses débuts au cinéma dans le slasher The Prowler (1981) et apparut plus tard dans Prince des ténèbres de John Carpenter (1987).
Son travail a été principalement pour la télévision et sa dernière apparition date de 2012, dans un épisode de la série Leverage.
Bray est né et a grandi à Lawrenceville (New Jersey).
Il est actuellement professeur de théâtre en Oregon et enseigne également la télévision à l'université d'État de Portland. Il est également écrivain et producteur de télévision. Il est père de trois enfants.

## Filmographie

### Cinéma
- 1981 : Rosemary's Killer (The Prowler) de Joseph Zito : Ben
- 1983 : Prime Times
- 1983 : An Uncommon Love : Molson
- 1984 : Last of the Great Survivors : Eddie
- 1984 : Anatomy of an Illness : un interne
- 1984 : Concrete Beat
- 1987 : La Pie voleuse : cambrioleur dans la librairie
- 1987 : Prince des ténèbres de John Carpenter : Etchison
- 1988 : Lady Mobster : Paul Castle
- 1989 : MAL : Mutant aquatique en liberté : Johnny Hodges
- 1989 : House 3 : Peter Campbell
- 1990 : Child in the Night
- 2011 : Stripperland : Dr. Logan

### Télévision
- 1981 : Lou Grant : Len Holland (1 épisode)
- 1982 : Les Enquêtes de Remington Steele : Sheldon Quarry (1 épisode)
- 1982 : Au fil des jours : Hal (4 épisodes)
- 1983 : Quincy : Joby Kenyon (1 épisode)
- 1986 : La croisière s'amuse : Lowell Mandell (1 épisode)
- 1984-1986 : Riptide : Murray 'Boz' Bozinsky
- 1987 : Harry : Lawrence Pendleton
- 1987 : Arabesque : Dorian Beecher (1 épisode)
- 1990 : New Kids on the Block : voix (14 épisodes)
- 1990 : Mancuso, F.B.I.
- 1990 : Tortues Ninja : Les Chevaliers d'écaille : Hugues (2 épisodes)
- 1990-1991 : La Guerre des tomates : Wilbur Finletter / Floyd Bridgework / Tomate Wilbur (21 épisodes)
- 1992 : La Légende de Prince Vaillant : voix (1 épisode)
- 1993 : Hearts Afire : Jerry / Norman Bates (1 épisode)
- 2002 : Washington Police : agent de l'EPA (1 épisode)
- 2012 : Leverage : Bartholomew (1 épisode)